# 주철기
주철기(朱鐵基, 1946년 9월 16일 ~ 2019년 2월 7일)는 대한민국의 외교관이다.

## 주요 경력[1]
- 1972년 8월: 외무부 입부(제6회 외무고등고시)
- 1983년 2월: 주 유엔 대표부 참사관
- 1989년 1월: 주 포르투갈 참사관
- 1991년 7월: 주 EC 대표부 공사
- 1997년 8월: 주 제네바 대표부 차석대사
- 1999년 8월: 주 모로코 대사관 대사
- 2002년 9월 ~ 2003년 8월: 외교통상부 본부대사
- 2003년 11월 ~ 2007년 2월: 주 프랑스 대사관 대사(차관급)
- 2006년 2월: 자크 시라크 당시 프랑스 대통령으로부터 베르사유 궁전 귀빈 초청을 받음(2006년 2월 2일).
- 2007년 2월: 프랑스 주재 대사 퇴임(2007년 2월 5일).
- 서울대학교 객원교수
- ~ 2013년 3월: 유엔 글로벌콤팩트 한국협회 사무총장
- 2013년 3월 ~ 2015년 10월: 대통령비서실 외교안보수석비서관(국가안보실 2차장 겸임)
- 2016년 7월 ~ 2017년 9월: 재외동포재단 이사장

## 학력[2]
- 서울고등학교
- 1973년: 서울대학교 서양사학 학사
- 1976년: 프랑스국립행정학교 외교학 석사
- 1993년: 브뤼셀리브르학교 (Université libre de Bruxelles) 국제정치학 석사

## 트리비아
- 영화 집으로 가는길 프랑스대사관 실제 인물